# Дегерман, Ларс
Ларс Дегерман (швед. Lars Degerman; род. 20 апреля 1963) — шведский шахматист, международный мастер (1990). 
Дважды чемпион Швеции (1995, 1997). В 1994 году занял второе место. В 1997 году участвовал в Командном чемпионате Европы в составе сборной Швеции. Он выучился на инженера в области машиностроения в Королевском технологическом институте. Работает преподавателем в Уппсальском университете. Дегерман также увлекается игрой в нарды. Он был председателем Шведской ассоциации по нардам в 2006—2012 годах.

## Изменения рейтинга
| Графики недоступны из-за технических проблем. См. информацию на Фабрикаторе и на mediawiki.org. |